# Suncus remyi
Suncus remyi là một loài động vật có vú trong họ Chuột chù, bộ Soricomorpha. Loài này được Brosset, Dubost & Heim de Balsac mô tả năm 1965.